# The Vamps
 (mai 2019).
Pour les articles homonymes, voir Vamps.
The Vamps est un groupe de pop rock britannique originaire d'Angleterre, composé de quatre membres, : Bradley Will Simpson (chant principal, guitare, piano), James McVey (guitare, chœurs), Connor Ball (basse, chœurs) et Tristan Evans (batterie, chœurs). Le groupe se forme en 2012 et signe avec Mercury Records à la fin de cette même année. The Vamps participe à un grand nombre de festivals au Royaume-Uni, et effectue les premières parties des concerts de McFly, Selena Gomez, The Wanted, JLS, Taylor Swift, Lawson, Austin Mahone et Little Mix.
Entre 2014 et 2015, ils lancent leur propre label et ils produisent ainsi le groupe The Tide, puis un second, New Hope Club.
Ils sortent leur premier album, Meet the Vamps, le 14 avril 2014. Leur deuxième album intitulé Wake Up sort le 27 novembre 2015. Le troisième sera Night and Day et il se compose de deux parties : la première, appelée Night Edition, sort le 14 juillet 2017, et la deuxième partie intitulée Day Edition sort un an plus tard, le 13 juillet 2018. Après huit mois de silence, The Vamps sort Missing You EP le 19 avril 2019, puis l'album Cherry Blossom le 16 octobre 2020.

## Histoire

### Formation et débuts (2011-2013)
Les membres de The Vamps se sont fait connaître grâce à YouTube, où ils postent de nombreuses reprises de chansons pop et rock. James McVey, qui travaille avec Rashman et Joe O'Neill de Prestige Management, décide de créer un groupe. Il découvre alors Bradley Simpson en 2011, via YouTube. La même année, ils écrivent plusieurs chansons, et Simpson devient le chanteur principal du duo. En 2012, Simpson et McVey rencontrent Tristan Evans, sur Facebook. Le trio rencontre ensuite Connor Ball, via un ami commun. Mi-2012, le groupe commence à poster des reprises de chansons sur leur chaîne YouTube. En novembre 2012, ils signent avec leur premier label, Mercury Records. Le 10 mars 2013, Connor Ball devient le dernier membre officiel du groupe. The Vamps naît alors et rencontre rapidement un certain succès. Ils continuent à poster des reprises sur YouTube, reprenant notamment des titres de Taylor Swift, One Direction, McFly, Austin Mahone, Justin Bieber, Miley Cyrus et Zayn Malik, mais aussi des chants de Noël, tels que Jingle Bells.

### Meet the Vamps(2013–2015)

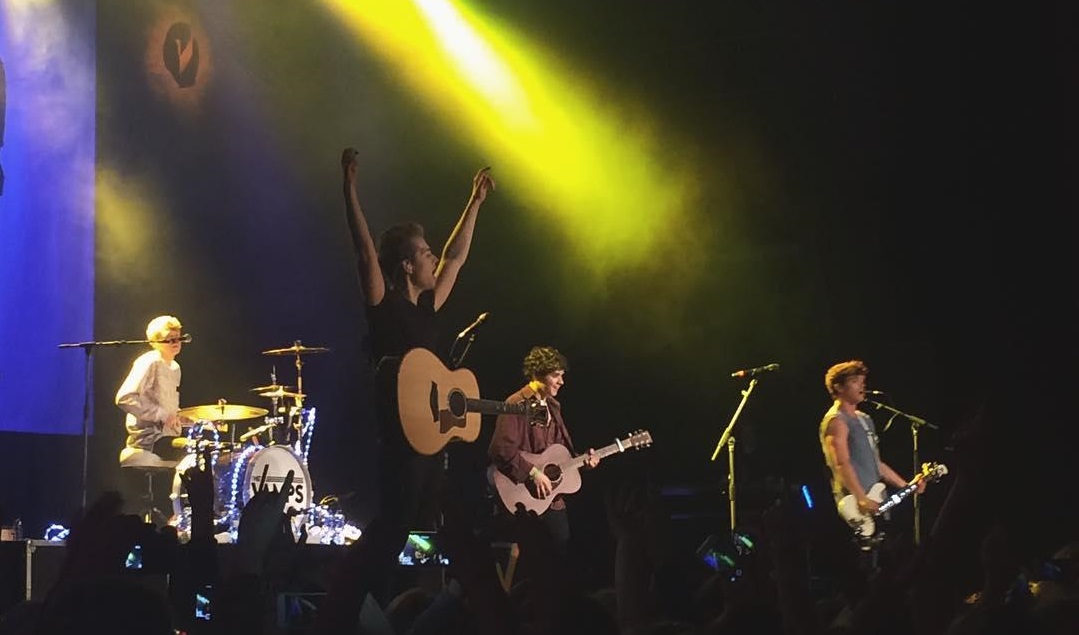
The Vamps à Londres, en 2015.

Le 22 juillet 2013, le groupe met en ligne son premier titre original, Wildheart (plus tard renommé Wild Heart), qui remporte plus de 50 000 vues en deux jours. Le 6 août 2013 sort le clip vidéo de leur premier single Can We Dance, qui atteint en deux semaines plus d'un million de vues. Le 29 septembre 2013, le single Can We Dance sort officiellement et se place très rapidement en deuxième place du UK Singles Chart. The Vamps a également interprété cette chanson dans la série Jessie de Disney Channel (épisode 14 : Le Bal du lycée).
Le 19 novembre 2013, le groupe annonce la sortie de son premier album pour Pâques 2014. Le 22 novembre 2013, ils communiquent que le prochain single sera Wild Heart. Le clip vidéo sort le 3 décembre 2013 et le single le 19 janvier 2014, et se placera en troisième place du UK Singles Chart la semaine suivante.
Le 26 février 2014, le clip vidéo de leur troisième single Last Night est mis en ligne.
Le 13 mars 2014, le groupe divulgue la date de sortie de leur prochain album, prévu pour le 14 avril 2014. Le nom de celui-ci est révélé le 22 mars 2014 : Meet The Vamps. Le 6 avril 2014 sort la version single de Last Night, qui commence en deuxième place du UK Singles Chart. Le 17 avril, Meet the Vamps se hisse à la deuxième place du Irish Albums Chart et du UK Albums Chart.
Le 18 mai 2014, une nouvelle version de la chanson Somebody to You (dont la version originale ne contient pas d'autres voix que celles des membres du groupe), en duo avec l'actrice et chanteuse américaine Demi Lovato, sort comme quatrième single de Meet the Vamps suivi d'un EP du même nom en août 2014. Le single se place numéro 4 au UK Singles Chart très vite après sa sortie. Cette collaboration est suivie d'un clip vidéo mis en ligne le 9 juin 2014, avec la participation de l'actrice Laura Marano, et qui compte plus 150 millions du vues sur YouTube.
Le 12 octobre 2014, une nouvelle version de Oh Cecilia (Breaking My Heart), en duo avec le chanteur canadien Shawn Mendes, sort comme cinquième et dernier single de l'album. À sa sortie, il se place rapidement en neuvième position du UK Singles Chart, devenant leur cinquième single consécutif dans le top 10. La collaboration est suivi d'un clip vidéo sortie le 8 septembre 2014.
Le 13 septembre 2014, The Vamps participe à la bande son original du film Alexander et sa journée épouvantablement terrible et affreuse avec le clip vidéo Hurricane, puis l'album un mois après.
Le 1er décembre sort Meet The Vamps (Christmas Edition), incluant huit chansons de Noël, dont certaines disponibles en clip vidéo sur leur chaîne.
En 2015, le groupe annonce la tenue d'une tournée pour l'album Meet The Vamps.

### Wake Up(2015 -2016)
En février 2015, The Vamps annonce la création de son propre label avec Universal Music et EMI Records, ayant signé avec le groupe de pop rock américain The Tide comme première partie. Le label n'a d'abord pas de nom, puis est présenté octobre 2015 sous le nom Steady Records.
Le 15 septembre 2015, le groupe annonce que son nouveau single Wake Up sortira le 2 octobre 2015, se plaçant à sa sortie en douzième place du UK Singles Chart, et premier dans les charts de 15 pays dans les trois semaines précédant sa sortie. Il est suivi d'un clip vidéo sorti deux jours plus tard.
Le 13 octobre 2015 est sorti, le clip du single Cheater, puis le clip du single Rest Your Love le 26 novembre 2015.
Leur deuxième album, intitulé Wake Up, sort le 27 novembre 2015. Il contient une collaboration avec le rappeur Silento : Volcano. Il se place numéro 10 au UK Albums Chart, vendu plus de 27 000 fois au UK la première semaine. Par la suite, ils annoncent une tournée mondiale : Wake Up World Tour, qui commencera en janvier 2016, suivi du Wake Up UK Arena Tour pour promouvoir l'album.
En décembre 2015, The Vamps annonce sa signature avec le trio britannique New Hope Club, qui l'accompagnera lors des premières parties du Wake Up UK Arena Tour.
En janvier 2016, le groupe sort une reprise du morceau Kung Fu Fighting comme bande son originale du film Kung Fu Panda 3, qui sera suivi d'un clip vidéo.
Le 1er avril 2016, une nouvelle version de la chanson I Found a Girl, en duo avec le rappeur jamaïcain OMI, sort comme clip vidéo et comme troisième et dernier single de leur deuxième album.

### Night and Day(2016 - 2018)
Le 7 octobre 2016, The Vamps annonce, via un live Facebook, que le premier single de leur troisième album, dont le nom n'est pas encore révélé, sortira le 14 octobre 2016 et une diffusion exclusive la veille sur Captial FM. Le même jour, des indices sur le nom et les paroles du single ont commencé à apparaître sur les réseaux sociaux du groupe et Spotify, reprenant le même style d'indices que pour le single et l'album Wake Up en septembre 2015. Il a aussi été annoncé que l'album sortirait l'été 2017. Le 12 octobre 2016, le groupe a annoncé, via un live, que le single s'appellera All Night et sera une collaboration avec le DJ norvégien Matoma. Le 14 octobre 2016, le single sort et se place numéro 24 au UK Singles Chart. Il devient le single le plus reconnu du groupe et leur plus écouté sur Spotify. Le 20 octobre 2016, le groupe sort son premier livre, The Vamps: Our Story 100% Official, qui fut annoncé plusieurs mois avant et qui retrace leur histoire. Il est paru le 18 mai 2017 en français.
Middle of the Night, une collaboration avec le DJ danois Martin Jensen est annoncé comme second single de l'album le 21 avril 2017 et sort le 28 avril 2017 suivi d'un clip, le même jour où commence le Middle of the Night Tour. Lors du premier show, il a été annoncé le nom du troisième album : Night & Day. Il a été également annoncé qu'il serait séparé en deux parties : Night et Day. Le 3 mai 2017 sort une vidéo sur leurs réseaux sociaux décrivant l'album. Le 19 may 2017, le DJ suisse Mike Perry sort le single Hands, une collaboration entre lui, The Vamps et la chanteuse et actrice américaine Sabrina Carpenter.
La première partie de l'album Night & Day, Night Edition, sort le 14 juillet 2017 et se place numéro 1 au UK Albums Chart, devenant le premier album numéro 1 du groupe. L'album contient également un morceau intitulé It's a Lie, en duo avec la chanteuse et actrice argentine Martina Stoessel.
Le 4 août 2017 sort Night & Day (Night Edition - Extra Tracks). Quatre EP comprenant deux morceaux (propres à chacun) dans chaque : Bradley Edition, James Edition, Connor Edition et Tristan Edition. Les différents EP contiennent des collaborations avec Joe Don Rooney, Sainte ou encore Will Simms. Ce même jour sort All Night - EP, comprenant une version acoustique de All Night, trois morceaux inédits, une version live de Cheater et deux remix de All Night.
Après la sortie de la première partie, le single Staying Up en duo avec le DJ Matoma sort le 31 août 2017, suivi d'un clip vidéo.
Le 13 octobre 2017, sort le single Personal en duo avec la chanteuse Maggie Lindemann, suivi d'un clip vidéo.
Après une longue attente, le 2 mars 2018 sort le single Too Good To Be True en collaboration avec le rappeur Machin Gun Kelly et le DJ Danny Avila.
La tournée Night & Day Tour commence, avec en première partie HRVY, New Hope Club et Jacob Sartorius, et en special guest, Maggie Lindemann pour interpréter Personal et le morceau qui l’a fait connaître, Pretty Girl. Durant la tournée, les garçons jouent le morceau Hair Too Long, qui sortira le 20 avril 2018 en single et le clip vidéo bien plus tard, et Just My Type, qui sortira le 15 juin 2018 en single, puis plus tard en clip vidéo (les deux avant la sortie de l'album).
La seconde partie de l'album Night & Day, Day Edition, est finalement sortie le 13 juillet 2018 qui se place numéro 2 au UK Albums Chart à sa sortie. L'album comprenant une collaboration avec le groupe de DJ Kris Kross Amsterdam : Cheap Wine.
Comme pour la première partie, le 27 juillet 2018 sort le Night & Day (Day Edition - Extra Tracks). Quatre EP, avec cette fois-ci trois morceaux (propres à chacun) dans chaque : Bradley Edition, James Edition, Connor Edition et Tristan Edition. Les différents EP contiennent des collaborations avec New Hope Club, le rappeur Silento ou encore Lindsay Ell.
Le 27 juillet 2018 sort le single We Don't Care, en duo avec le DJ Sigala.

### Missing You EP(2019)
Après la sortie du Day Edition et la fin de la tournée, une longue pause de presque huit mois a eu lieu.
Le 15 mars 2019 sort le nouveau single All The Lies en featuring avec deux DJ : Alok et Felix Jaehn.
Les garçons reviennent ensuite le 4 avril 2019 avec un nouveau single, Right Now, en featuring avec le duo de rappeur Krept & Konan, une collaboration inattendue qui a fait beaucoup parler d'elle dans le fandom. Peu de temps après est annoncée la sortie d'un tout nouvel EP de 4 chansons (dont Right Now et une version acoustique de All The Lies, sortis un peu avant sur leur chaîne YouTube). L'EP est sorti le 19 avril 2019 et est rapidement monté dans les Itunes Charts à la 4e place le jour de sa sortie au Royaume Uni. Les garçons ont raconté peu après dans une interview que cet EP était très spécial et important pour eux, puisque celui-ci avait été co-écrit et co-produit par eux-mêmes.
Il s'ensuit le début du Four Corners Tour en avril 2019, avec en première partie HRVY et New Hope Club.
Lors d’un des concerts en Écosse durant le Four Corners Tour, ils ont annoncé qu’ils travaillaient déjà sur le quatrième album.

### Cherry Blossom(2020)
Le 31 juillet 2020, The Vamps sort le clip de leur tout nouveau single Married In Vegas. Quelques jours plus tard, le 11 septembre 2020, ils sortent également un autre single intitulé Chemicals, suivi le 2 octobre 2020 de la sortie du clip d'un nouveau single intitulé Better.
Leur quatrième album, Cherry Blossom, composé de dix chansons et d'un intro, sort finalement le 16 octobre 2020, et a été classé numéro un au Royaume-Uni.
Le 21 novembre 2020, ils organisent un grand concert en ligne où ils ont interprété toutes les chansons de leur nouvel album, ainsi que quelques singles de leurs albums précédents.
Et le 4 avril 2021, ils décident de sortir le clip de leur chanson Would You, qui faisait notamment partie de Cherry Blossom.
The Vamps ont célébré leurs dix ans de musique en 2022 avec la sortie d'un fanzine intitulé Ten Years Of The Vamps, produit en collaboration entre les fans et les membres du groupe.

## Médias
Le groupe a fait des apparitions à la télévision, notamment l'épisode 14 (Le Bal du lycée, titre original Dance, Dance Resolution) de la saison 4 de Jessie, où ils interprètent leur propre rôle en chantant leur single Can We Dance.
Toujours dans Disney Channel, ils apparaissent dans la sitcom Alex and Co, où ils interprètent également leur propre rôle (épisode 18, saison 2 : La finale).
Ils apparaissent aussi dans le film américain Up All Night.
Ils ont chacun participé à plusieurs émissions télévisées. James a participé à la célèbre émission de télé-réalité I'm A Celebrity, Get Me Out Of There (un équivalent de Koh-Lanta faisant participer des célébrités) du 18 novembre 2018 au 30 novembre 2018. Il a été le septième participant éliminé sur 10.

## Membres
- Bradley Will "Brad" Simpson (28 juillet 1995) vient de Sutton Coldfield, dans les Midlands de l'Ouest (Birmingham) en Angleterre. Il est le chanteur principal du groupe, mais il joue également de la guitare, du piano, de la batterie et du ukulélé
- James Daniel McVey (30 avril 1993) vient de Chester en Angleterre. Il est le guitariste principal du groupe et il fait aussi les chœurs.
- Connor Samuel John Ball (né Stephen, 15 mars 1996) vient d'Aberdeen en Écosse, mais déménage à Hatton dans le Warwickshire en Angleterre. Il joue de la basse et fait les chœurs.
- Tristan Oliver Vance Evans (15 août 1994) vient d'Exeter, dans le Devon en Angleterre. Il est le batteur du groupe, et fait les chœurs.

## Discographie

### Singles
| Année | Titre                                                        | Meilleure position | Meilleure position | Meilleure position | Meilleure position | Meilleure position | Meilleure position | Meilleure position | Album                                                         |
| Année | Titre                                                        | Royaume-Uni        | AUS                | BEL                | FR                 | IRL                | NZ                 | ÉCO                | Album                                                         |
| ----- | ------------------------------------------------------------ | ------------------ | ------------------ | ------------------ | ------------------ | ------------------ | ------------------ | ------------------ | ------------------------------------------------------------- |
| 2013  | Can We Dance                                                 | 2                  | 17                 | —                  | —                  | 21                 | 19                 | 2                  | Meet the Vamps                                                |
| 2014  | Wild Heart                                                   | 2                  | 63                 | 33                 | —                  | 6                  |                    |                    | Meet the Vamps                                                |
| 2014  | Last Night                                                   | 3                  | 37                 | —                  | —                  | 12                 | —                  | 2                  | Meet the Vamps                                                |
| 2014  | Somebody to You (feat. Demi Lovato)                          | 4                  | 14                 | 84                 | 153                | 10                 | 17                 | —                  | Meet the Vamps                                                |
| 2014  | Oh Cecilia (Breaking My Heart) (feat. Shawn Mendes)          | 9                  | 46                 | —                  | —                  | 42                 | 13                 | —                  | Meet the Vamps                                                |
| 2014  | Hurricane                                                    | —                  | —                  | —                  | —                  | —                  | —                  | —                  | Alexander et sa journée épouvantablement terrible et affreuse |
| 2015  | Wake Up                                                      | 12                 | 65                 | 10                 | 88                 | 46                 | —                  | —                  | Wake Up                                                       |
| 2015  | Cheater                                                      | 29                 | —                  | —                  | —                  | —                  | —                  | —                  | Wake Up                                                       |
| 2015  | Rest Your Love                                               | —                  | —                  | —                  | —                  | —                  | —                  | 3                  | Wake Up                                                       |
| 2015  | Kung Fu Fighting                                             | —                  | —                  | —                  | —                  | —                  | —                  | —                  | Kung Fu Panda 3                                               |
| 2016  | I Found a Girl (feat. OMI)                                   | 19                 | —                  | —                  | —                  | 98                 | —                  | 11                 | Wake Up                                                       |
| 2016  | All Night (feat. Matoma)                                     | 24                 | 41                 | 5                  | —                  | 6                  | 12                 | 18                 | Night and Day (Night Edition)                                 |
| 2017  | Middle of the Night (feat. Martin Jensen)                    | 44                 | 127                | —                  | —                  | 82                 | 8                  | —                  | Night and Day (Night Edition)                                 |
| 2017  | Hands (feat. Mike Perry et Sabrina Carpenter)                | —                  | —                  | —                  | —                  | —                  | —                  | —                  | Night and Day (Night Edition)                                 |
| 2017  | Staying Up (feat. Matoma)                                    | 80                 | —                  | —                  | —                  | —                  | 31                 | —                  | N/A                                                           |
| 2017  | Personal (feat. Maggie Lindemann)                            | 20                 | —                  | —                  | —                  | —                  | 45                 | —                  | Night and Day (Day Edition)                                   |
| 2018  | Too Good to Be True (feat. Danny Avila et Machine Gun Kelly) | —                  | —                  | —                  | —                  | —                  | —                  | 59                 | Night and Day (Day Edition)                                   |
| 2018  | Hair Too Long                                                | 31                 | —                  | —                  | —                  | —                  | —                  | —                  | Night and Day (Day Edition)                                   |
| 2018  | Just My Type                                                 | 21                 | —                  | —                  | —                  | —                  | —                  | —                  | Night and Day (Day Edition)                                   |
| 2018  | We Don’t Care (feat. Sígala)                                 | 55                 | —                  | —                  | —                  | —                  | —                  | —                  | Brighter Day                                                  |
| 2019  | All The Lies (feat. Alok et Felix Jaehn)                     | 24                 | —                  | —                  | —                  | —                  | —                  | —                  | N/A                                                           |
| 2019  | Right Now (feat. Krept & Konan)                              | —                  | —                  | —                  | —                  | —                  | —                  | —                  | Missing You EP                                                |
| 2020  | Married In Vegas                                             | —                  | —                  | —                  | —                  | —                  | —                  | —                  | Cherry Blossom                                                |
| 2020  | Chemicals                                                    | —                  | —                  | —                  | —                  | —                  | —                  | —                  | Cherry Blossom                                                |
| 2020  | Better                                                       | —                  | —                  | —                  | —                  | —                  | —                  | —                  | Cherry Blossom                                                |

## Tournées

### Première parties
- McFly - Memory Lane Tour (2013)
- Selena Gomez - Stars Dance Tour (Royaume-Uni, les 7 et 8 septembre 2013)
- Taylor Swift - Red Tour (shows a Londres, Royaume-Uni, février 2014)
- R5 - Louder World Tour (show a Birmingham, mars 2014)
- The Wanted - Word of Mouth Tour (Royaume-Uni & Irlande, du 12 au 31 mars et le 1er avril 2014)
- Austin Mahone - Live on Tour (Amérique du Nord, en juillet & août 2014)
- Little Mix - The Glory Days Tour (Europe, en mai & juin 2017)

### Tête d'affiche
- Meet the Vamps Mini Tour - UK (2014)
- The Vamps Asia-Pacific 2015 Tour (2015)
- The Vamps 2015 Europe Arena Tour (2015)
- The Vamps USA Tour (2015)
- Wake Up World Tour - UK + Europe (2016)
- Middle of the Night Tour - UK (2017)
- The Vamps Up Close and Personal Tour - UK (2017)
- Night and Day Tour - UK + Europe (2018)
- USA Tour (2018)
- Four Corners Tour - UK + Europe (2019)
- Cherry Blossom Tour - UK (2021)
- Greatest Hits Tour - UK (2022)
- Greatest Hits Tour - Asia-Pacific + Europe (2023)

## Récompenses & Nominations
| Prix                      | Année | Catégorie                                         | Pour...                                | Résultat |
| ------------------------- | ----- | ------------------------------------------------- | -------------------------------------- | -------- |
| 4Music Video Honours      | 2013  | Votre Meilleure Découverte                        | The Vamps                              | Gagnés   |
| The Hot Hits Awards       | 2013  | Nouvel Artiste Préféré                            | The Vamps                              | Gagnés   |
| The Hot Hits Awards       | 2013  | Meilleur Groupe                                   | The Vamps                              | Gagnés   |
| BBC Radio 1 Teen Awards   | 2014  | Friday Download's Prix de la Meilleure Découverte | The Vamps                              | Gagnés   |
| BBC Radio 1 Teen Awards   | 2014  | Meilleur Groupe Britannique                       | The Vamps                              | Gagnés   |
| BBC Radio 1 Teen Awards   | 2014  | Meilleur Single Britannique                       | Last Night                             | Gagnés   |
| Melty Future Awards       | 2014  | Prix Spécial International                        | The Vamps                              | Gagnés   |
| Melty Future Awards       | 2014  | UK Découverte Favorite                            | The Vamps                              | Gagnés   |
| Radio Disney Music Awards | 2014  | Nouvel Artiste Favoris                            | The Vamps                              | Nommés   |
| Teen Choice Awards        | 2014  | Chanson d'Amour                                   | Somebody To You, featuring Demi Lovato | Nommés   |
| Teen Choice Awards        | 2014  | Meilleur Groupe Découverte                        | The Vamps                              | Nommés   |
| World Music Awards        | 2014  | Meilleure Chanson Niveau Mondial                  | Can We Dance                           | Nommés   |
| World Music Awards        | 2014  | Meilleure Chanson Niveau Mondial                  | Wild Heart                             | Nommés   |
| World Music Awards        | 2014  | Meilleure Vidéo Niveau Mondial                    | Can We Dance                           | Nommés   |
| World Music Awards        | 2014  | Meilleure Vidéo Niveau Mondial                    | Wild Heart                             | Nommés   |
| World Music Awards        | 2014  | Meilleur Album Niveau Mondial                     | Meet The Vamps                         | Nommés   |
| World Music Awards        | 2014  | Meilleur Groupe Niveau Mondial                    | The Vamps                              | Nommés   |
| World Music Awards        | 2014  | Meilleure performance Live Niveau Mondial         | The Vamps                              | Nommés   |
| Scottish Awards           | 2015  | Fashion Icone d'Ecosse de l'année                 | Connor Ball                            | Gagnés   |
| BBC Radio 1 Teen Awards   | 2016  | Meilleur Groupe Britannique                       | The Vamps                              | Gagnés   |
| Teen Choice Awards        | 2016  | Choice Chanson de Groupe                          | Wake Up                                | Nommés   |
| Teen Choice Awards        | 2017  | Choice Musique de Groupe                          | The Vamps                              | Nommés   |
| iHeartRadio Music Awards  | 2018  | Meilleur Boyband                                  | The Vamps                              | Nommés   |